# 2. Fußballliga des Fußballverbandes der Demokratischen Volksrepublik Korea
Die 2. Fußballliga des Fußballverbandes der Demokratischen Volksrepublik Korea ist die zweithöchste Liga im nordkoreanischen Profifußball.
Sie wurde erstmals 1972 gegründet und wird seit 2010 neu ausgetragen.

## Ligasystem
In der 2. Fußballliga des Fußballverbandes der Demokratischen Volksrepublik Korea wird in einen zweigleisigen Ligasystem mit zweimal 15 Mannschaften gespielt. Die beiden Erstplatzierten steigen direkt auf, der Letzte und der Vorletzte aus jeder Gruppe steigt ab. Die beiden Gruppen sind nach Region in Nordost und Südwest eingeteilt.